# Каролинский сельсовет
Каролинский сельсовет — административная единица на территории Зельвенского района Гродненской области Белоруссии. Административный центр — агрогородок Каролин.

## История
18 апреля 2017 года в состав сельсовета вошла территория упразднённого Туловского сельсовета с 12 населёнными пунктами.

## Состав
Каролинский сельсовет включает 28 населённых пунктов:
- Александровщина — деревня.
- Висковщина — деревня.
- Горно — деревня.
- Дергили — деревня.
- Задворье — деревня.
- Збляны — деревня.
- Ивашковичи — деревня.
- Калиновка — деревня.
- Каролин — агрогородок.
- Клепачи — деревня.
- Костевичи — деревня.
- Кошели — деревня.
- Кресла — деревня.
- Лавриновичи — деревня.
- Лешно — деревня.
- Медухово — хутор.
- Мештовичи — деревня.
- Мижеричи — агрогородок.
- Новоселки — деревня.
- Пенюга — деревня.
- Петревичи — деревня.
- Пузики — деревня.
- Ростевичи — деревня.
- Талалайки — деревня.
- Тулово — деревня.
- Цыгановка — деревня.
- Шейки — деревня.
- Яновщина — деревня.

## Культура
- Краеведческий музей «Люди земли Каролинской» Каролинской СШ в аг. Каролин
- Историко-краеведческий музей Боевой славы УПК Мижеричского д/с-БШ имени В. Ляха в аг. Мижеричи

## Достопримечательность
- Католический храм Благовещения, 1907 год в аг. Мижеричи
- Православная церковь Святой Анны, начало XX века в аг. Мижеричи
- Усадебный дом, конец XIX — начало XX века в аг. Мижеричи
- Часовня в честь Введения в храм Пресвятой Богородицы в аг. Каролин